# Stangea rhizantha
Stangea rhizantha är en kaprifolväxtart som först beskrevs av Asa Gray, och fick sitt nu gällande namn av Ellsworth Paine Killip. Stangea rhizantha ingår i släktet Stangea och familjen kaprifolväxter. Inga underarter finns listade i Catalogue of Life.